# Markus Frenzel

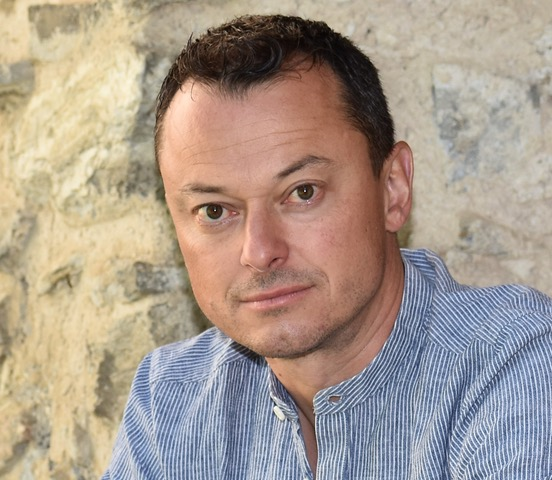
Markus Frenzel, 2021

Markus Frenzel (* 11. August 1976 in Ochsenfurt, Unterfranken) ist ein deutscher Journalist und Buchautor. Seit April 2022 ist Frenzel Redakteur bei RTL Deutschland. Zuvor war er unter anderem Leiter der Pressestelle sowie Pressesprecher der SPD-Fraktion im Abgeordnetenhaus Berlin.

## Leben
Bereits als Schüler schrieb Frenzel für die Würzburger Lokalzeitung „Main-Post“. Nach dem Abitur leistete er seinen Wehrdienst als Redakteur von „Bundeswehr Aktuell“ im Bundesministerium der Verteidigung auf der Bonner Hardthöhe ab. Anschließend studierte er Politikwissenschaft an der Freien Universität Berlin, in Aix-en-Provence und am Institut d’Etudes Politiques („Sciences Po“) de Paris und schloss mit dem deutschen und dem französischen Diplom ab.
Nach dem Studium arbeitete er als Reporter für die Landesnachrichten Rheinland-Pfalz im SWR Studio Mainz. 2004 und 2005 volontierte er bei der Deutschen Welle in Bonn und Berlin, bevor er als Reporter im Hauptstadtstudio von DW-TV begann. 2008 wechselte er zum MDR, wo er seitdem als Redakteur für das ARD-Magazin FAKT arbeitet. Als Fernsehreporter berichtete er aus zahlreichen Krisengebieten, darunter der Demokratischen Republik Kongo, Ruanda, Liberia, dem Horn von Afrika und von der Tsunami-Katastrophe in Banda Aceh, Indonesien. Auf besonderes Interesse in der Öffentlichkeit stießen seine Recherchen zum Präsidenten der kongolesischen Huturebellen (FDLR) Ignace Murwanashyaka, der über viele Jahre aus Mannheim einen Vernichtungskrieg im Ost-Kongo gelenkt haben soll. In einem ARD-Interview mit Frenzel gab der gebürtige Ruander im Oktober 2008 seine Verantwortung für die Verbrechen der Rebellen zu. Anschließend ermittelte der Generalbundesanwalt gegen den Afrikaner, was schließlich zu dessen Verhaftung führte. Das Fernsehinterview war zentraler Bestandteil der Anklage im Prozess gegen Murwanashyaka, der im Frühjahr 2011 vor dem Oberlandesgericht in Stuttgart begann.
Über mehrere Jahre berichtete Frenzel im Politikmagazin FAKT immer wieder über deutsche Verstrickungen in internationale Kriegsverbrechen (Guinea, Äthiopien, Sri Lanka), Völkermord (Ruanda) oder Verbrechen gegen die Menschlichkeit (Kongo, Usbekistan, Guinea). Für seine Recherchen zu den Huturebellen und ihrem Chef in Deutschland erhielt er den Marler Fernsehpreis für Menschenrechte von amnesty international. Im April 2011 brachte Frenzel zu dem Komplex auch ein Buch heraus (Leichen im Keller – Wie Deutschland internationale Kriegsverbrecher unterstützt), das auf breite Resonanz stieß. „Politisch relevant, exzellent recherchiert und sehr gut geschrieben“, urteilte Christian Humborg, Geschäftsführer von Transparency International, „alles, was ein gutes Buch für mich ausmacht.“ Für Eric Beres, investigativer Journalist beim ARD-Politikmagazin Report Mainz, schließt das Buch eine Lücke: „Ein bisher wenig beachtetes Thema wird endlich aufgearbeitet. Akribisch recherchiert und detailreich erzählt.“
Für seine Recherchen zu den deutschen Verstrickungen in Guinea und der immer weitergehenden Ausbildung verbrecherischer Offiziere bei der Bundeswehr erhielt Frenzel von der Jury des Deutschen Menschenrechts-Filmpreises 2011 eine lobende Erwähnung: „Der Beitrag öffnet uns die Augen dafür, dass Menschenrechtsverletzungen in Afrika und andernorts oft mehr mit uns zu tun haben, als wir ahnen.“
Im Frühjahr 2008 deckte Frenzel auf, dass in den Kellern deutscher Universitäten und Forschungseinrichtungen noch Dutzende Schädel und menschliche Überreste aus der einstigen Kolonie Deutsch-Südwest (heute Namibia) lagern. Im Archiv der Freiburger Universität fand der Journalist ein knappes Dutzend Schädel, in der Berliner Charité nach eigenen Angaben 47. Die menschlichen Überreste stammten zum Großteil aus dem Völkermord an den Herero und Nama, welche deutsche Kolonialtruppen 1904 bis 1908 begangen haben. Als Reaktion auf die Berichterstattung richtete die Berliner Universitätsklinik das Projekt "Charité Human Remains Project" ein, welches die Deutsche Forschungsgemeinschaft (DFG) mit 300.000 Euro förderte, woraufhin im September 2011 erste 20 Schädel in einem offiziellen Akt an Namibia zurückgegeben wurden.
In einem FAKT-Bericht wies Frenzel im Januar 2012 der Bundeswehr und dem Verteidigungsministerium nach, dass diese über Jahrzehnte deutsche Soldaten wissentlich gefährlichen radioaktiven Strahlungen ausgesetzt und über das wahre Ausmaß der Strahlung die Betroffenen, Parlamentarier und sogar eine Expertenkommission angelogen haben. Demnach wurde der "Radarkommission", welche 2002 vom damaligen Verteidigungsminister Rudolf Scharping eingesetzt wurde, ein zentrales Schlüsseldokument für die Bewertung der Gefährdung – die vertraulich eingestufte Allgemeine Unterrichtung 76 – nicht vorgelegt. Zudem werden dem FAKT-Bericht zufolge in der Bundeswehr bis heute radioaktiv strahlende Bauteile in Fahrzeugen verwendet, obwohl dies seit 1980 streng verboten ist.
In einer mehrmonatigen gemeinsamen Recherche des ARD-Magazins FAKT und Der Tagesspiegel leuchtete Frenzel gemeinsam mit Michael Schmidt die persönlichen Hintergründe der militärischen Spitze des Bundesministeriums der Verteidigung aus. Die Afghanistan-Connection erfuhr ein großes Medienecho und sorgte für einige Unruhe in den Führungsreihen der Bundeswehr. Hochrangige Quellen im Militär beschrieben eine zu einseitige Besetzung von Führungspositionen um die Ministerin Ursula von der Leyen mit Afghanistan-Veteranen, die sich im Einsatz kennengelernt und ein einflussreiches Netzwerk organisiert hatten.
Von 2011 bis 2013 gehörte Frenzel dem Vorstand des Journalistenvereins "Netzwerk Recherche - Verein zur Förderung von journalistischer Qualität in der Medienberichterstattung e.V." an. Als einer von sechs gewählten Vorstandsmitgliedern koordinierte er den Aufbau von regionalen Strukturen des Journalistennetzwerks in Ostdeutschland. Als erster Schritt wurde seit Januar 2012 ein regelmäßiger Stammtisch des Netzwerk Recherche in Leipzig organisiert.
Seit Herbst 2015 arbeitet Frenzel auch als Thrillerautor. Die Säuberung ist der erste Fall für den Berliner Kriminalkommissar Vuk Tolstoi, die Studentin Tonia Schlesinger und die Polizeipsychologin Ana Cayart. In den Krimiplot sind laut Aussagen des Autors gegenüber einem Journalisten Recherchen rund um Kriegsverbrechen während der Balkankriege eingeflossen.

## Auszeichnungen und Stipendien
- 2016: Axel-Springer-Preis (mit Bastian Schlange)
- 2012: Gewinner des Deutsch-Polnischen Journalistenpreis (Kategorie Fernsehen)
- 2011: Medienpreis Mittelstand für ARTE-Dokumentation
- 2010: Gewinner des Journalistenpreises des Europäischen Parlaments (national)
- 2009: Marler Fernsehpreis für Menschenrechte von amnesty international (Kategorie Magazin)
- 2005: Fellow of the German Marshall Fund (GMF) of the United States
- 2004: Juniorstipendium des Netzwerk Recherche e.V.
- 1997: „Bestpreis“ der Bundeswehr

## Nominierungen
- Der Lange Atem (2011)
- Georg-von-Holtzbrinck-Preis (2011)
- Deutscher Menschenrechts-Filmpreis (2010, 2014)
- Deutsch-Französischer Journalistenpreis (2005)

## Werke
- Die Säuberung (Thriller), Sutton, Erfurt 2015, ISBN 978-3954006199.
- Leichen im Keller – Wie Deutschland internationale Kriegsverbrecher unterstützt. DTV, München 2011, ISBN 978-3-423-24876-1.[9]
- Die Rückkehr der Toten – MDR 2016.[10]
- Die Tierdiebe – MDR 2015[11]
- Wie weit links? - 150 Jahre SPD, Geschichte im ERSTEN, ARD 2013, gesendet 12. Mai 2013.
- Angst vor dem Absturz (mit Inga Klees, Helmuth Frauendorfer, Frank Wolfgang Sonntag u. a.), ARTE-Dokumentation, gesendet 16. Februar 2009.
- Gaumenfreuden großgeschrieben – Wie ein geschützter Vogel ausgerottet wird und die Politik mitmacht, SWR2-Feature, Mainz 2004.
- The US-armaments industry goes Europe? Der Fall der Howaldtswerke Deutsche Werft AG, gemeinsam mit Diana Dinkelacker und Joachim Rohde, Stiftung Wissenschaft und Politik, Berlin 2002.[12]